# Расин, Луи
Луи Расин (фр. Louis Racine; 6 ноября 1692 , Париж — 29 января 1763, там же) — французский поэт и эссеист, практикующий юрист.

## Биография
Второй сын драматурга Жана Расина и Екатерины де Романе. В шестилетнем возрасте остался без отца.
Чтобы угодить матери, решил избрать адвокатскую профессию, однако начав изучать юриспруденцию, осознал ошибочность своего выбора. После этого три года изучал теологию, впоследствии сделался духовным лицом. Живя в распущенное время Людовика XV, Луи Расин считался образцом религиозных и гражданских добродетелей.
В 1719 году был принят в Академию надписей и изящной словесности. Этим успехом  он был обязан в основном собственной образованности, поскольку кроме греческого языка и латыни знал также итальянский и иврит. Заподозренный в янсенизме, стал врагом кардинала Флёри — министра короля Людовика XV. Кардинал помешал Луи Расину поступить во Французскую академию, зато предложил ему стать королевским налоговым инспектором. В 1722 году Луи Расина назначили генеральным сборщиком налогов Марселя, позже он занимал такие же должности в Салене, Мулене и Лионе. В 1746 г. подал в отставку и вернулся в Париж. С этого времени Луи Расин всецело посвятил себя поэзии, которой занимался с 1720 года.
Известные дидактические стихотворения Луи Расина «De la grâce» (1720) и «La religion» (1746) отличаются более религиозным, чем поэтическим жаром. Высоко ценятся изящные оды и послания поэта. Два сочинения его, «Memories sur la vie de Jean В.» (П., 1747) и «Remarques sur les tragédies de Jean R.», посвящены памяти его отца.
Собрание сочинений Луи Расина вышло в Париже в 1808 г.